# Жилой дом А. Н. Бибихина
Жилой дом А. Н. Бибихина — памятник градостроительства и архитектуры в историческом центре Нижнего Новгорода. Построен в 1876 году, по проекту архитектора Н. К. Кострюкова.
Дом имеет важное градостроительное значение, так как вместе с другими зданиями на улицах Короленко, Студёной, Славянской и Новой образует цельный архитектурный ансамбль исторической застройки второй половины XIX — начала XX веков — достопримечательное место «Район улиц Короленко, Славянской, Новой».

## История
Дом расположен на южной окраине исторического центра Нижнего Новгорода. С конца XVIII века по 1824 год на данной территории располагались канатные заводы. В 1839 году новым генеральным планом территория была включена в городскую, что привело к формированию на этом месте нового большого жилого района, планировку которого разработали архитектор И. Е. Ефимов и инженер П. Д. Готман в 1836—1839 годах. В ходе планировки была проложена улица Канатная (с 1928 года — Короленко).
В 1876 году, на стыке улиц Немецкой и Канатной, на участке, принадлежавшем мещанину Александру Николаевичу Бибихину, был построен деревянный жилой дом и ещё два деревянных одноэтажных строения — хозяйственные службы и баня с брандмауэрными стенами по южной границе с соседним владением. Проекты дома и надворных строений, разработанные архитектором Н. К. Кострюковым, утверждены 28 октября 1876 года.
В 1884—1887 годах домовладение принадлежало нижегородскому мещанину Павлу Александровичу Бибихину. В 1905 году перешло во владение мещанки Афанасии Васильевны Бибихиной, за которой числилось до 1918 года.
В советский период к дому были сделаны две пристройки холодных сеней, снесены надворные строения. В 2018 году главный архитектор Научно-исследовательского предприятия «Этнос» И. С. Агафонова и юрист М. И. Чуфарина подали заявление о включении дома в единый государственный реестр объектов культурного наследия. Приказом Управления государственной охраны объектов культурного наследия здание было включено в перечень выявленных объектов культурного наследия. В 2020 году новым приказом Управления государственной охраны объектов культурного наследия Нижегородской области был признан объектом культурного наследия регионального значения.  

## Архитектура
Памятник архитектуры является образцом небольшого деревянного жилого дома второй половины XIX века. В основе объёмно-пространственного решения лежит классицистическая композиция трёхоконного дома с треугольным фронтоном, взятая из образцовых проектов начала XIX века, усложнённая пристроем обширных боковых сеней, также завершённых фронтоном. В архитектуре фасадов сочетаются мотивы классицистической архитектуры в виде наличников с сандриками, филенчатых лопаток и венчающего карниза, выполненных в стилистике эклектики, и элементы, характерные для крестьянской архитектуры, в виде оконных ставен.         